# Mesochorus marylandicus
Mesochorus marylandicus är en stekelart som beskrevs av Dasch 1971. Mesochorus marylandicus ingår i släktet Mesochorus och familjen brokparasitsteklar. Inga underarter finns listade i Catalogue of Life.